# 古斯利察河

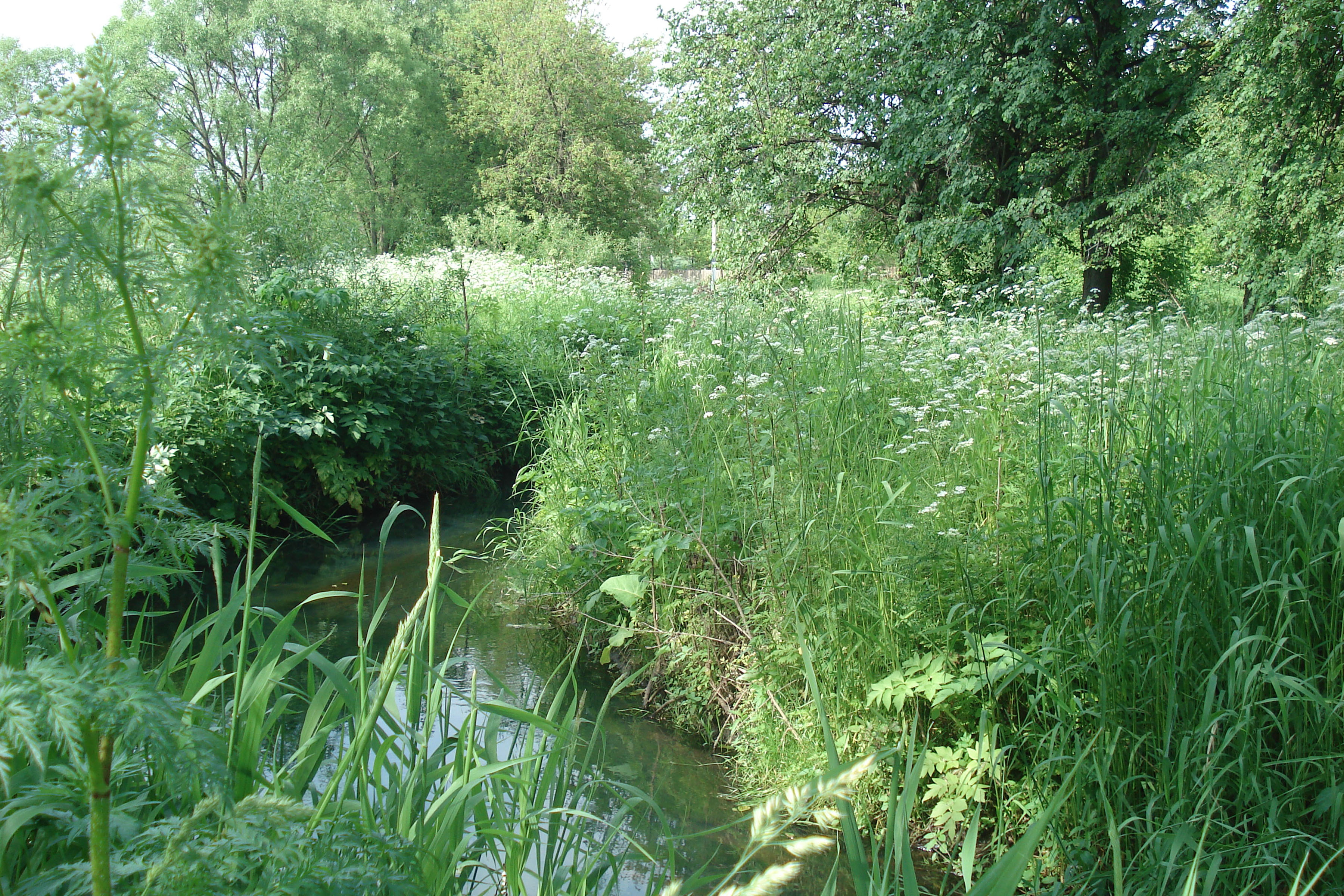
古斯利察河（葉戈里耶夫斯克附近）

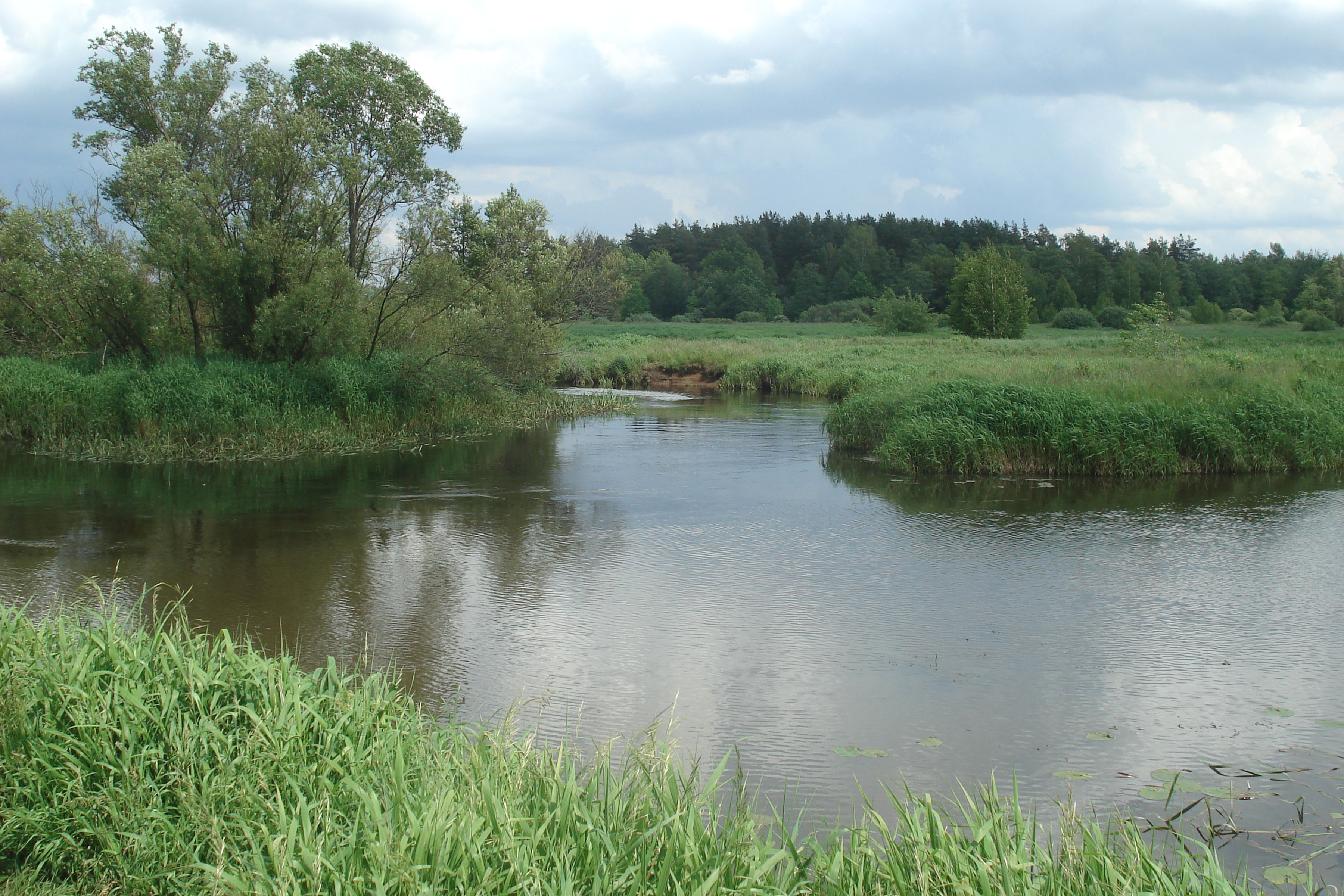
古斯利察河（右）與涅爾斯卡亞河（中、左）

古斯利察河是俄羅斯的河流，位於莫斯科州內，屬於涅爾斯卡亞河的左支流，發源自葉戈里耶夫斯克，河道全長36公里，河水主要來自溶雪，在每年11月至12月上旬開始結冰，直至翌年3月下旬至4月，河畔城鎮有叶戈里耶夫斯克。